# Corrèze de Pradines
Pour les articles homonymes, voir Corrèze et Pradines.
La Corrèze de Pradines est un ruisseau français du département de la Corrèze, affluent de rive droite de la Corrèze et sous-affluent de la Dordogne par la Vézère.

## Géographie

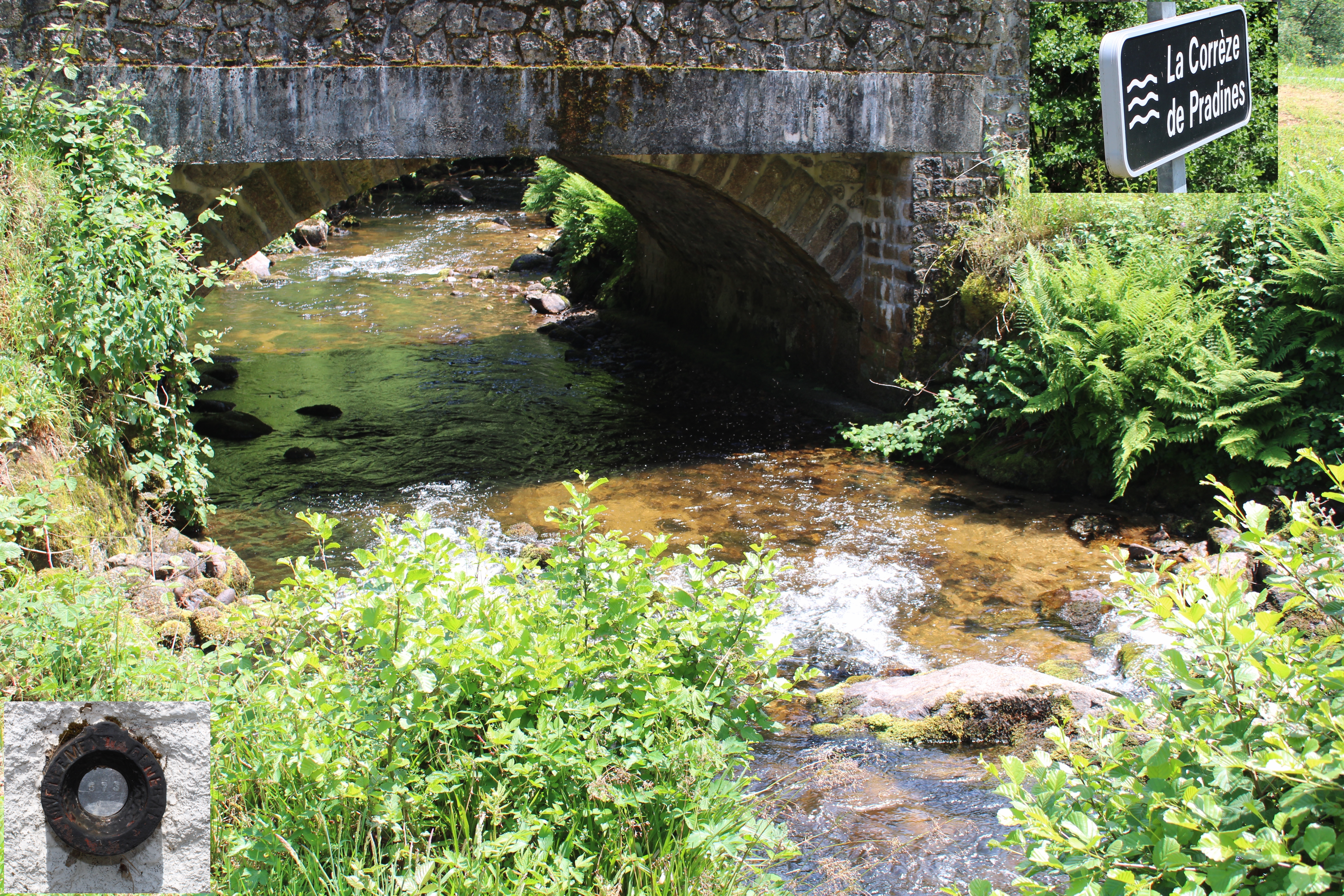
La Corrèze de Pradines sous le pont de Grandsaigne - altitude 573m.

Selon le Sandre, la Corrèze de Pradines est un ruisseau du Limousin dont la branche mère porte les noms de ruisseau des Nouaillettes, puis de ruisseau de la Chattemissie.
Le ruisseau des Nouaillettes prend sa source sur le plateau de Millevaches, dans le parc naturel régional de Millevaches en Limousin, vers 845 mètres d'altitude, à l'ouest de la commune de Bonnefond, au nord du lieu-dit les Masures. Il se jette dans l'étang de la Chattemissie et prend alors le nom de ruisseau de la Chattemissie.
Il reçoit successivement sur sa droite le ruisseau de la Planche puis le ruisseau de Murat et prend alors le nom de Corrèze de Pradines.
Après avoir arrosé les villages de Pradines et Grandsaigne, la Corrèze de Pradines sert de limite entre Grandsaigne et Chaumeil avant de confluer avec la Corrèze en rive droite, à 536 mètres d'altitude, au nord du Pont du Vialaneix.
L'ensemble ruisseau des Nouaillettes-ruisseau de la Chattemissie-Corrèze de Pradines est long de 18,6 km pour un bassin versant de 51 km2, entièrement inclus dans le département de la Corrèze.

### Département et communes traversés
À l'intérieur du département de la Corrèze, la Corrèze de Pradines  arrose cinq communes,, soit d'amont vers l'aval :
- Bonnefond (source), Gourdon-Murat, Pradines, Grandsaigne (confluent avec la Corrèze), Chaumeil

## Affluents
Parmi les cinq affluents de la Corrèze de Pradines répertoriés par le Sandre, le plus long avec 4,6 km est le ruisseau de Gussange.